# 時瀬町
時瀬町（ときぜちょう）は、愛知県豊田市の地名。

## 地理
豊田市の北東部にあり、矢作川左岸に沿っている。町域北西部では、矢作川は大きく蛇行しながら流れ、対岸では明智川と阿妻川が流入している。旭地区（旧東加茂郡旭町の町域にほぼ相当する）に属する。北で岐阜県恵那市串原、東で閑羅瀬町、南で万町町、南西で小渡町、西で下切町、北西で浅谷町と隣接する。人家はこの矢作川が蛇行する北西部の河岸近くにあり、東西に主に2つの集落を形成している。
産業は農林業が中心である。また、兼業農家が多数を占める。

## 歴史

### 沿革
- 江戸期には時瀬村として三河国加茂郡に所属していた[5]。
- 1635年（寛永12年）当時- 栗原藩領であった[4]。
- 1638年（寛永15年）- 栗原藩が廃絶。以後、時瀬村では領主の激しい交代が行われたという[4]。また、幕府の直轄地になったとも言われる[5]。
- 1681年（天和元年）- 旗本本多忠周の知行地となる。
- 1878年（明治11年）- 郡区町村編制法施行により、加茂郡が東加茂郡と西加茂郡に分割される。それに伴い、所属が加茂郡から東加茂郡に変更される[5]。
- 1889年（明治22年）10月1日- 市制町村制施行により、時瀬村、小渡村、万町村、余平村、太田村、明賀村が合併して東加茂郡介木村が誕生し[7]、時瀬村は介木村大字時瀬に変更される[5]。
- 1906年（明治39年）5月1日- 介木村、生駒村、野見村、築羽村が合併して旭村が誕生し[8]、介木村大字時瀬は旭村大字時瀬に変更される[5]。
- 1967年（昭和42年）4月1日- 旭村が町制を施行し旭町になる。これに伴い、住所表示が旭町大字時瀬に変更される[5]。
- 2005年（平成17年）4月1日- 旭町の豊田市への編入に伴い、住所表示が豊田市時瀬町に変更される。

## 世帯数と人口
2019年（令和元年）7月1日現在の世帯数と人口は以下の通りである。
| 町丁   | 世帯数 | 人口 |
| ------ | ------ | ---- |
| 時瀬町 | 24世帯 | 43人 |

### 人口の変遷
国勢調査による人口の推移
| 2005年（平成17年） | 59人 | [ 9 ]  |  |
| 2010年（平成22年） | 53人 | [ 10 ] |  |
| 2015年（平成27年） | 44人 | [ 11 ] |  |

## 学区
市立小・中学校に通う場合、学区は以下の通りとなる。
| 番・番地等 | 小学校             | 中学校           |
| ---------- | ------------------ | ---------------- |
| 全域       | 豊田市立小渡小学校 | 豊田市立旭中学校 |

## 寺社
- 神明神社

旧時瀬村村社。境内には農村舞台がある。創建年代や由緒ははっきりしていない。

## 文化財

### 指定文化財

#### 天然記念物
- 時瀬のイチョウ[13]

愛知県指定天然記念物。1969年（昭和44年）10月29日指定。神明神社の境内にある。

### その他の文化財

#### 散布地
- 仲切（なかぎり）遺跡[14]
- 仲平（なかだいら）遺跡[14]
- 南垣内（みなみがいと）遺跡[14]

いずれの遺跡も縄文時代のものである。

#### 城館跡
- 時瀬城跡[15]

時代不詳の山城。現在豊田市城山森林公園として整備されている丘陵の頂に立地したとされる。

## その他

### 日本郵便
- 郵便番号 : 444-2847[2]（集配局：旭郵便局[16]）。